# Bajonett und Segel

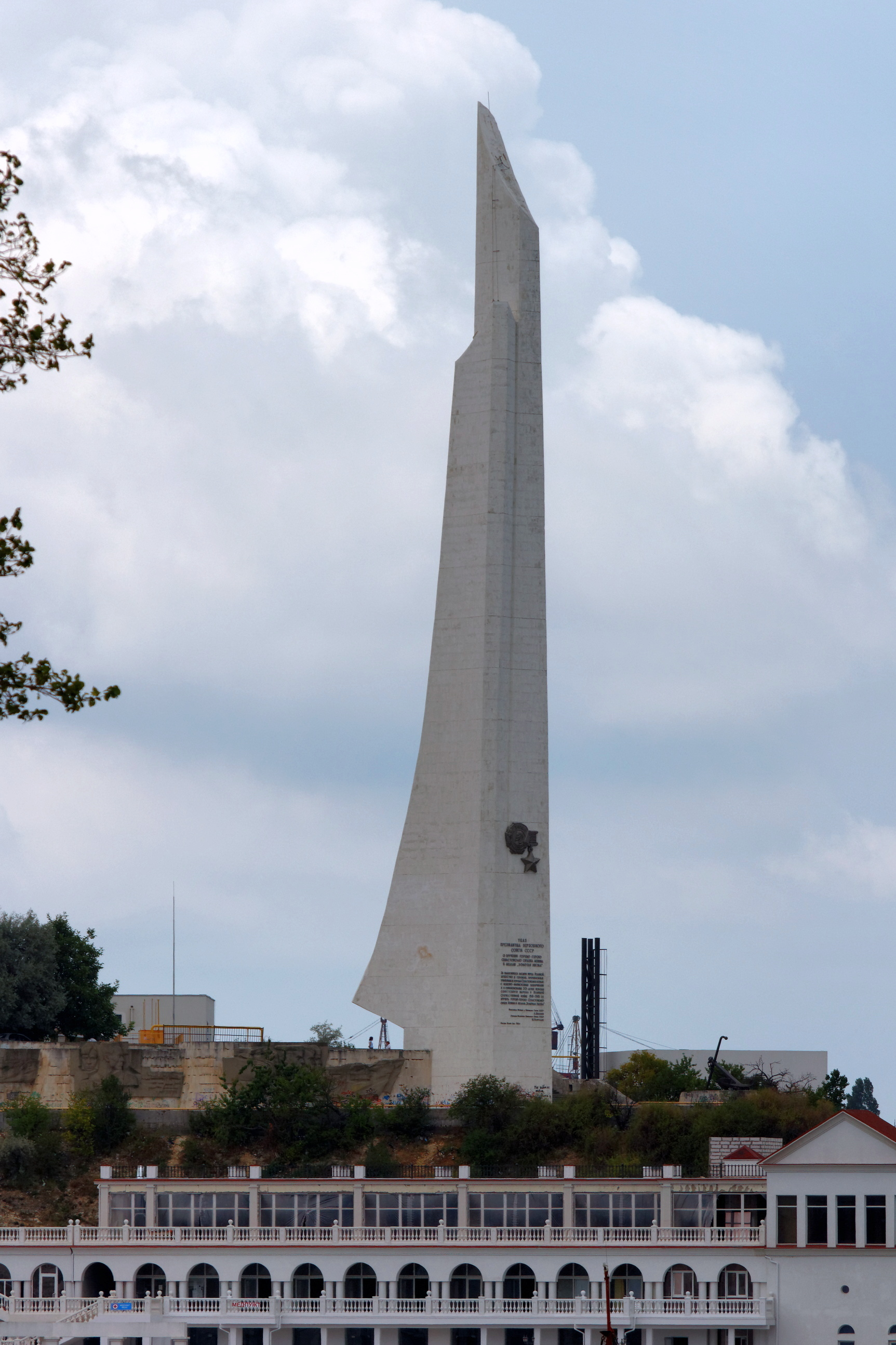
Bajonett und Segel

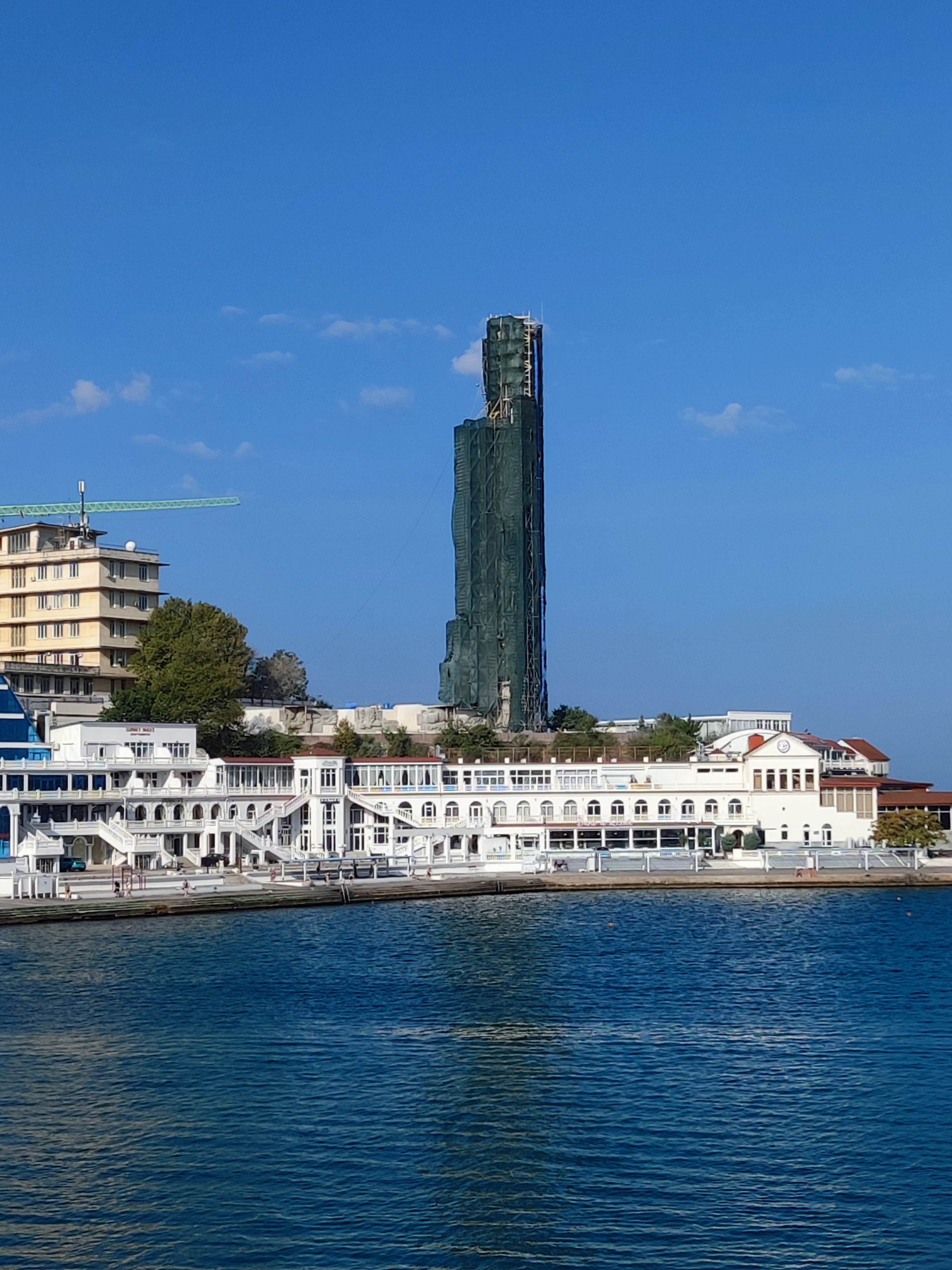
Sanierung 2023

Bajonett und Segel (ukrainisch Багнет і вітрило / Bahnet i witrylo, russisch Штык и парус / Schtyk i parus) ist der Name einer 1977 erbauten monumentalen Gedenkstätte in der ukrainischen Stadt Sewastopol auf der Halbinsel Krim.

## Lage
Das Denkmal wurde auf dem Kristallkap (ukrainisch Мис Кришталевий / Mys Kryschtalewyj; russisch Мыс Хрустальный / Mys Chrustalny) Sewastopols am Ufer des Schwarzen Meeres errichtet. Man wählte dafür eine Stelle, die schon im Krimkrieg sowie im Ersten Weltkrieg eine Rolle gespielt hatte, da sich dort damals eine Küstenbatterie befand. Somit konnte man das Gedenken an mehrere Ereignisse verknüpfen, denn im Zweiten Weltkrieg waren hier Teile der nach Nikolai Gastello benannten Partisanenabteilung aus der Gegend von Apscheronsk stationiert. Zudem wurde am Kristallkap das erste Feuerwerk zur Feier der Befreiung von Sewastopol gezündet.
Bei den Erdarbeiten für das Denkmal stieß man auf die Überreste zweier Marinegeschütze der Jahre 1854/1855, die man barg und im Umfeld auf Lafetten montierte, so dass sie Teil des Denkmals wurden. Im Juli 1999 brachte man diese Zeitzeugen zum „Historischen Boulevard“ (ukrainisch Історичний бульвар / Istorytschnyj bulwar; russisch Исторический бульвар / Istoritscheski bulwar) in Sewastopol, der der Erinnerung an den Krimkrieg gewidmet ist.

## Name
Offiziell hieß das Denkmal ursprünglich „Obelisk zu Ehren der Heldenstadt Sewastopol“ (ukrainisch Обеліск на честь міста-героя Севастополя / Obelisk na tschest mista-heroja Sewastopolja; russisch Обелиск «Городу-Герою Севастополю» / Obelisk «Gorodu-Geroju Sewastopolju»), doch aufgrund seines markanten Aussehens hat sich der heute gebräuchliche Name „Bajonett und Segel“ sowohl im Ukrainischen als auch im Russischen durchgesetzt, so dass selbst bei der Nennung des offiziellen Namens zumeist der gebräuchlichere zusätzlich genannt wird. Teils wird er auch nur auf das Wort „Bajonett“ verkürzt.

## Geschichte
Die Schlacht um Sewastopol 1941–1942 machte aus der Stadt eine Trümmerwüste, in der so gut wie kein Haus unbeschädigt blieb. Da es gelungen war, die Wehrmacht mehr als ein halbes Jahr lang aufzuhalten, wurde Sewastopol am 1. Mai 1945 vom Oberbefehlshaber der Sowjetunion durch den Befehl Nr. 20 mit dem Ehrentitel „Heldenstadt“ versehen. Dieser wurde am 8. Mai 1965 durch das Präsidium des Obersten Sowjets der UdSSR offiziell bestätigt und um den Leninorden und die Medaille «Goldener Stern» ergänzt. Zur Erinnerung an die Titelverleihungen erbaute die Sowjetunion im Jahr 1977 – anlässlich des 60. Jahrestages der Oktoberrevolution – ein weithin sichtbares Denkmal am Meeresufer, das bereits am 3. November 1977 enthüllt wurde.
Die Idee des Denkmals wird dem Chefarchitekten Sewastopols Oleksij Bahlij zugeschrieben. Als Architekten wurden J. P. Weressow, Mussij Katernoha, Irfan Schemsedinow und Adolf Scheffer hinzugezogen, als Bildhauer beauftragte man Iwan Makohon und Stanislaw Tschysch. Jede der insgesamt zwölf Heldenstädte erhielt ein einzigartiges Denkmal mit lokalen Details. Aufgrund der beim Bau an den Tag gelegten Eile und des aggressiven Meeresklimas traten allerdings bald erste Schäden auf, die spätestens 1987 offen zu Tage traten. Bereits 1990 beschloss man, eine Titanumhüllung als Schutz zu schaffen, setzte dies aber aufgrund der seit dem Jahr 1991 – durch den Zerfall der Sowjetunion – veränderten Lage nicht um. Im Jahr 2003 musste der Zugang zum Denkmal wegen herabfallender Teile gesperrt werden. Dies wurde mit der Zeit zum Dauerzustand, wenngleich der Sperrzaun häufig missachtet wurde.
Schon vor der russischen Annexion der Krim 2014 kam es zudem zu vermehrter Bauaktivität im Umfeld des Denkmals, die im Zusammenhang mit dem prorussischen, ukrainischen Verteidigungsminister Pawlo Lebedjew stehen soll, so dass im Sommer 2015 erste schwere Schäden auftraten: Während des Baus eines Hotelkomplexes am Kristallkap stürzte eine Aussichtsplattform teilweise ein und am Fundament des Obelisken wurden Risse festgestellt. Zudem wurde die Treppe zum Obelisken schwer beschädigt und drohte ebenfalls einzustürzen. Ein Zusammenhang mit dem Hotelbau wurde auch dadurch wahrscheinlich, dass sich das zugehörige Kesselhaus direkt neben dem Denkmal befindet und dass sein Rohr neben dem Denkmal austritt. Es wurden umgehende Maßnahmen angekündigt, allerdings wurde Monate später eine deutliche Schiefstellung des Denkmals sichtbar, so dass eine Koexistenz beider Bauten in Frage gestellt und eine Entscheidung zwischen wirtschaftlichen und politischen Interessen in Aussicht gestellt wurde. Kurzzeitig wurde sogar der Einsturz befürchtet. Diese Befürchtung konnte aber durch Untersuchungen entkräftet werden.
Die 2016 angedeutete und 2017 zugesagte Sanierung des Denkmals wurde auch im Jahr 2021 weiter verschoben. Nach der Ankündigung, dass sie im Dezember 2022 beginnen werde, kam es im Jahr 2023 zur Restaurierung. Mittel für die ursprünglich veranschlagten Kosten waren im Jahr 2018 zur Verfügung gestellt, aber nicht genutzt worden. Die Kosten hatten sich allein seit Oktober 2021 verdreifacht. Fassade, Fundament, Treppen, Stützmauern, Brüstungen, Flachreliefs, Inschriften und Anker mussten saniert werden. Der Obelisk wurde entkernt und das verrostete Metall durch Edelstahl ersetzt. Ein Videoüberwachungssystem sowie eine künstlerische Beleuchtung des Obelisken wurde ebenso eingeplant wie ein Entwässerungssystem. Vorgesehen war zudem die Ergänzung einer Nike-Figur, deren Entwurf der Enkel von Stanislaw Tschysch aufbewahrt hatte, sowie die Aufstellung von Kopien der historischen Kanonen. Während der Sanierung wurde festgestellt, dass die Grundstücksgrenzen nicht eindeutig genug geregelt sind. Ein benachbarter Wildbau, der die Aussicht versperrt, wurde Anfang 2022 beim Schiedsgericht der Stadt Sewastopol angeklagt. Der Abschluss der Arbeiten wurde von Dezember 2023 auf Mai 2024 verschoben.

## Beschreibung

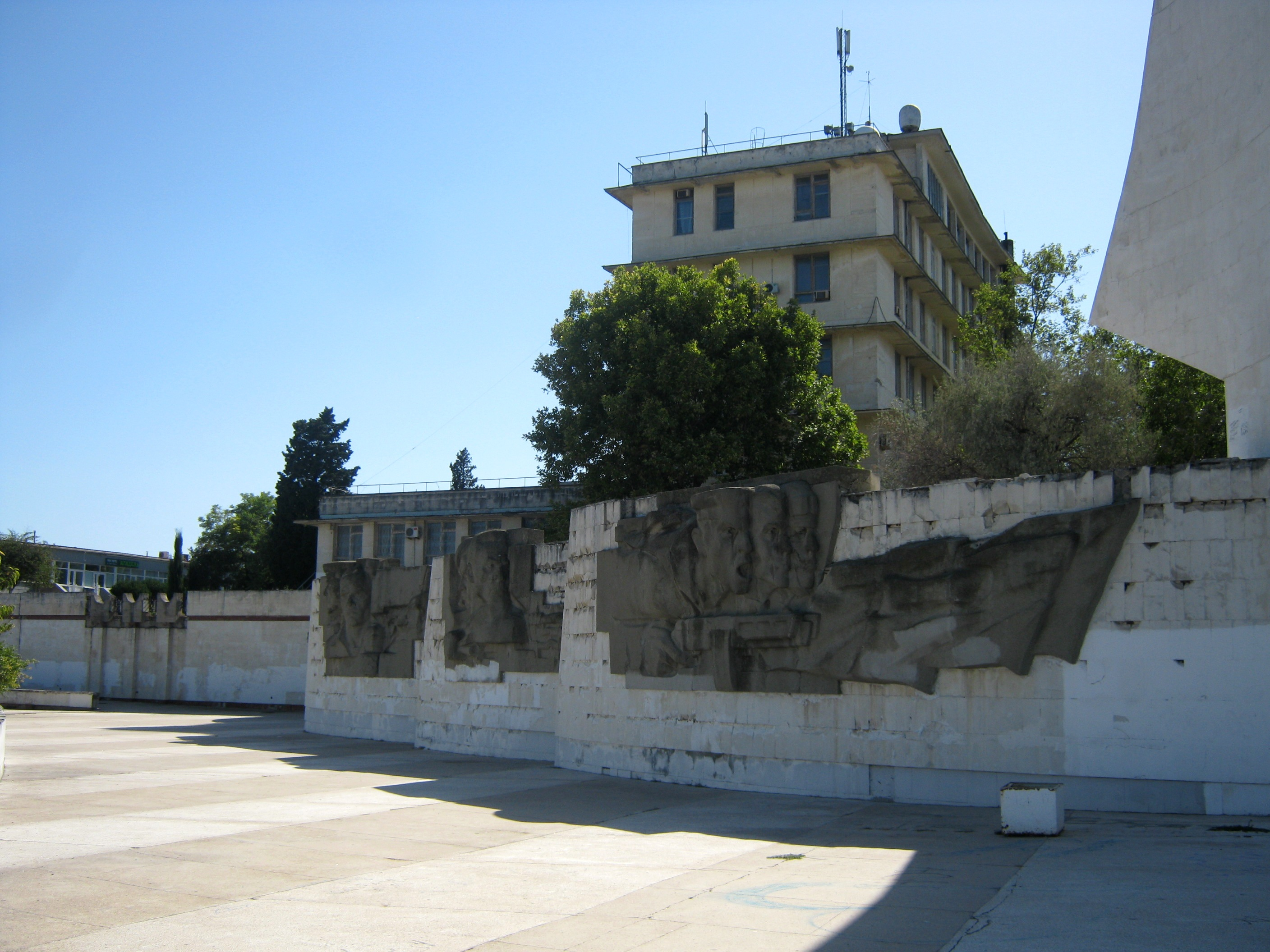
Reliefs an der Stützmauer

Das 59,5 Meter hohe Denkmal verbindet ähnlich wie das vier Jahre später in unmittelbarer Nähe entstandene Denkmal für Soldat und Matrose die Bodenstreitkräfte mit den Marinestreitkräften. Das geschah hier, indem man Bajonett und Segel zu einem vereinigten Symbol zusammenfügte. Artilleriegeschütze und Anker der Schlacht um die Krim sind am Sockel des Denkmals zu finden. Das Denkmal besteht aus Stahlbeton und ist mit Fliesen aus Steinen des Alma-Tals bedeckt. Beide Denkmäler sollten Teil einer Gedenkanlage werden, stehen aber durch ein Flurstück getrennt voneinander und sind auch separat registriert.
Am Obelisken, der auf einem 1200 m² großen Stylobat steht, wurden Abbildungen des Leninordens und der Goldstern-Medaille sowie der Ukas-Text zur Verleihung des Heldenstadt-Titels angebracht. In der Nähe des Denkmals befinden sich zwei Aussichtsplattformen, an der Stützmauer des Obelisken wurden Flachreliefs angebracht, die Kriegsepisoden abbilden. Auf den drei Reliefs sieht man die wichtigsten Etappen der Kriegszeit aus sowjetischer Sicht: die Verteidigung der Stadt, den Untergrundwiderstand während der deutschen Besatzung und die Befreiung der Stadt, die in der Schlacht um die Krim im Jahr 1944 erreicht wurde. Am Obeliskensockel steht die 1978 ergänzte Inschrift „Deine Leistung und dein Ruhm, Sewastopol, bleiben für immer in den Herzen dankbarer Menschen“ (russisch Подвиг и Слава твои, Севастополь, вечно в сердцах благодарных людей / Podwig i Slawa twoi, Sewastopol, wetschno w serdzach blagodarnych ljudei).
Das Denkmal wird sowohl von der Ukraine als auch von Russland als denkmalgeschützt eingestuft. In der Ukrainischen Sozialistischen Sowjetrepublik wurde es bereits am 28. März 1978 unter Schutz gestellt. Russland registrierte den Obelisken im Jahr 2017 mit der Erfassungsnummer 921711029010005.